# L'uomo del romanzo
L'uomo del romanzo è un film del 1940 diretto da Mario Bonnard.
Il soggetto è tratto dalla commedia teatrale omonima di Guido Cantini.

## Trama
Lucy Martin, benestante e frivola donna americana con ben tre divorzi alle spalle, giunge incuriosita in Italia per conoscere un giovane proprietario terriero, Pietro Lanfranchi, il quale è servito da spunto ad una sua amica, affermata scrittrice, per tratteggiare il protagonista di un suo romanzo di grande successo. L'incontro tra Lucy e Pietro porta alla nascita di un sentimento tra i due, che ben presto sfocia in un matrimonio: ma mentre Pietro nutre un vero sentimento nei confronti di Lucy, questa invece intravede nell'uomo soltanto il semplice appagamento di una sua voglia. Infatti in poco tempo tra i due si creano dissidi ed incomprensioni che sembrano compromettere irrimediabilmente l'unione coniugale. Lucy sta per rassegnarsi all'idea di dover divorziare per la quarta volta, ma alla fine, compreso il vero valore di Pietro, se ne scopre realmente innamorata, riconciliandosi con lui.

## Produzione
La pellicola, girata negli stabilimenti di Cinecittà nell'autunno del 1940, fu distribuita nel circuito cinematografico italiano all'inizio dell'anno successivo.
Seguendo una prassi molto diffusa all'epoca in Europa, il film venne girato in doppia versione italiana e spagnola: i protagonisti Amedeo Nazzari e Conchita Montenegro, assieme al comprimario Miguel Del Castillo, sono gli unici tre attori a comparire in entrambe, gli altri personaggi furono invece impersonati da interpreti differenti, così come diversi furono i registi.
La versione spagnola s'intitola Yo' soy mi rival e fu diretta da Luis Marquina.

## Accoglienza

### Critica
Tirato avanti con vecchi espedienti scenici, espresso in un dialogo che sarà efficace a teatro perché è quello di una commedia di Cantini, ma che cinematograficamente è sciatto e inesistente. Conchita Montenegro impersona con eleganza la sposa lunatica. Superficiale l'interpretazione di Amedeo Nazzari. (...). (Filippo Sacchi, Corriere della Sera, 26 gennaio 1941)